# Randfontein (gemeente)
Randfontein (officieel Randfontein Local Municipality) is een gemeente in het Zuid-Afrikaanse district West Rand. De gemeente beslaat 477 km².
Randfontein ligt in de provincie Gauteng en telt 149.286 inwoners, waarvan 68,9% zwart, 10,3% kleurling, 20% blank en 0,2% Aziatisch.

## Hoofdplaatsen
Het nationaal instituut voor de statistiek, Stats SA, deelt sinds de census 2011 deze gemeente in in 5 zogenaamde hoofdplaatsen (main place):
Bhongweni • Mohlakeng • Randfontein • Randfontein NU • Zenzele.